# António Vicente Campinas
António Vicente Campinas (Vila Nova de Cacela, 28 de dezembro 1910 - Vila Real de Santo António, 3 de novembro 1998), mais conhecido por Vicente Campinas, foi um poeta e escritor português algarvio. Tem uma biblioteca com o seu nome em Vila Real de Santo António.

## Obras
Começou a editar poesia em 1938, com o livro Aguarelas. Entre as suas obras poéticas conta-se o livro Raiz da Serenidade. Em 1952 publica o seu primeiro romance «Fronteiriços», dedicado aos contrabandistas. Publicou ainda livros de contos, tendo um poema em memória de Catarina Eufémia. 

## Actividade Política
Militante do Partido Comunista Português, tal fez com que fosse preso e obrigado ao exílio pelo regime do Estado Novo.

## Homenagens
Tem uma biblioteca com o seu nome em Vila Real de Santo António. 
O seu nome faz parte da toponímia de várias localidades portuguesas, nomeadamente: Faro, Vila Nova de Cacela e Vila Real de Santo António. 